# Victor Merey
Victor Merey (Ar'ara, Israel, 31 de mayo de 1989) es un futbolista israelí. Juega de delantero y su equipo actual es el Hapoel Tel Aviv de la Ligat ha'Al de Israel.

## Clubes
| Club            | País   | Año   |
| --------------- | ------ | ----- |
| Hapoel Tel Aviv | Israel | 2009- |